# 9872 Solf
A 9872 Solf (ideiglenes jelöléssel 1992 DJ4) a Naprendszer kisbolygóövében található aszteroida. Freimut Börngen fedezte fel 1992. február 27-én.